# ハビエル・カスティーヨ
ハビエル・カスティーヨ（Javier Castillo, 1983年8月29日 - ）はパナマ共和国チトレ出身のプロ野球選手(遊撃手)。右投右打。

## 経歴
2006年開幕前の3月に第1回WBCのパナマ代表に選出された。
2009年開幕前の3月に、第2回WBCのパナマ代表に選出され2大会連続2度目の選出を果たした。
2012年11月には、母国パナマで行われた第3回WBC予選のパナマ代表に選出され、3大会連続3度目の選出を果たした。

## 詳細情報

### 代表歴
- 2006 ワールド・ベースボール・クラシック・パナマ代表
- 2009 ワールド・ベースボール・クラシック・パナマ代表
- 2013 ワールド・ベースボール・クラシック・パナマ代表